# طرخشقون برتقالي
طرخشقون برتقالي (الاسم العلمي:Taraxacum aurantiacum) هو نوع من النباتات يتبع جنس الطرخشقون من الفصيلة النجمية.